# Adenandra gracilis
Adenandra gracilis är en vinruteväxtart som beskrevs av Eckl. & Zeyh.. Adenandra gracilis ingår i släktet Adenandra och familjen vinruteväxter. Inga underarter finns listade i Catalogue of Life.